# Chlorocnemis nigripes
Chlorocnemis nigripes é uma espécie de libelinha da família Protoneuridae.
Pode ser encontrada nos seguintes países: Camarões, República Centro-Africana, República Democrática do Congo, Guiné Equatorial, Nigéria e Uganda.
Os seus habitats naturais são: florestas subtropicais ou tropicais húmidas de baixa altitude e nascentes de água doce.